# Casa del Agua (Barcelona)
La Casa del Agua es un conjunto patrimonial de estilo modernista de tipo industrial que existe entre los barrios de La Trinitat Nova y Trinitat Vella de Barcelona. Funcionó como estación de bombeo y planta para el almacenamiento, tratamiento y canalización del agua que se suministraba en el casco antiguo de la ciudad y en el barrio de La Barceloneta hasta 1989, cuando dejó de utilizarse.
El edificio se restauró en 2015 y se ha convertido en un equipamiento municipal que actualmente funciona como espacio de encuentro del tejido asociativo del barrio y ofrece actividades lúdicas y culturales, en connivencia con usos museísticos vinculados al Museo de Historia de Barcelona. Consta en el catálogo de patrimonio arquitectónico como Bien de Interés Urbanístico.

## Descripción

### Conjunto arquitectónico
La instalación, que tenía funciones de estación de almacenamiento, depuración y cloración del agua captada en la estación de bombeo Casa de las Aguas del municipio vecino de Moncada y Reixach, está formada por una estación de bombeo situada en el barrio de Trinitat Vella, unas instalaciones subterráneas de canalización y una estación de tratamiento y almacenamiento situada en Trinitat Nova. Las obras, que se llevaron a cabo entre 1915 y 1919, incluyeron diferentes fases. La primera fue la renovación del acueducto Bajo que iba desde las minas de Moncada y los pozos municipales hasta el solar donde se situaría la Casa del Agua. La segunda fue la construcción de la Casa del Agua, la tercera fue la renovación de la parte del acueducto Baix que llegaba a la ciudad de la red, y la cuarta fue la renovación de la red de distribución urbana con tuberías de hierro.
La Casa del Agua de Trinitat Vella, la antigua estación de distribución y bombeo, está situada en el barrio de Trinitat Vella junto a la avenida Meridiana, y consta de tres pequeñas edificaciones. La más pequeña servía de punto de distribución del agua proveniente de la Casa de la Mina junto con la que se extraía de los pozos de la Casa de las Aguas de Moncada. Otra casita guardaba las electrobombas, las cuales fueron desmontadas, y una tercera edificación contenía un motor submarino, que fue reconvertido en un generador eléctrico. Anteriormente existía una cuarta edificación que servía como vivienda del guarda, y que fue derribada durante la construcción de la Meridiana.

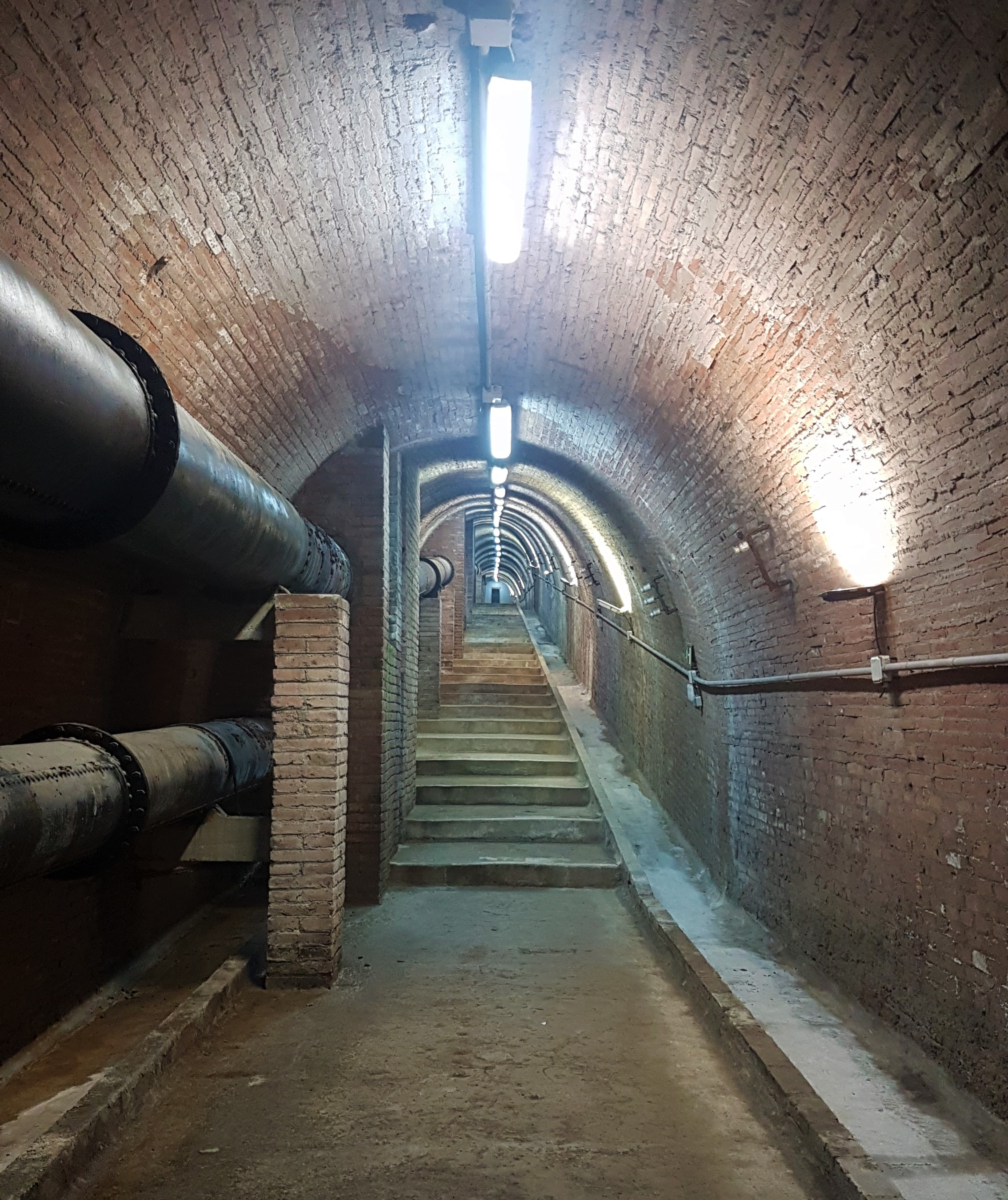
Galería bajo la avenida Meridiana

Este conjunto estaba conectado con las instalaciones de la Casa del agua de Trinitat Nova a través de una galería subterránea, que actualmente cruza bajo la avenida Meridiana, y que se prolonga más allá en dirección a Collserola. El agua debía ser bombeada para superar el desnivel de 50 metros que separa a las dos instalaciones. Esta red también incluía el acueducto Bajo, que sale de la galería hacia la ciudad, y el acueducto Alto de Moncada previsto hasta Vallcarca pero que nunca entró en funcionamiento, aunque si se construyó el puente dels Tres Ulls, a unos cientos de metros más arriba de la Casa del Agua.
La Casa del Agua de Trinitat Nova se encuentra en el barrio de La Trinitat Nova y está formada por las instalaciones de los depósitos de decantación, cloración y almacenamiento previos a la distribución del agua, y se utilizó hasta que se construyeron los nuevos depósitos unos cientos de metros más allá en 1989. El depósito de almacenamiento tiene una capacidad de 10.000 metros cúbicos de agua en un solar de 6.800 metros cuadrados. Dos edificaciones completaban la instalación; una con varios instrumentos de medida y otra con una piscina con un sistema de muros que renovaba el agua del depósito.

### Centro cultural
Actualmente los edificios permiten realizar funciones de recepción y espacio abierto para exposiciones y otras actividades socioculturales y educativas, y los depósitos se han hecho accesibles para contar con una gran sala hipóstila para usos diversos.
Los usos museísticos actuales de la Casa del Agua, como espacio vinculado al Museo de Historia de Barcelona, incluyen contenidos expositivos que explican tanto las características del conjunto patrimonial como aspectos relativos a la historia de los usos y el abastecimiento de agua al llano de Barcelona. En el edificio de la antigua estación elevadora de Trinitat Vella y en el interior de la galería que la conecta con el depósito de Trinitat Nova se ha instalado la exposición permanente “El hilo del agua: continuidad y discontinuidad”. Se trata de un recorrido por la historia del abastecimiento de agua a Barcelona desde la época romana, con especial incidencia en la revolución que se produce a finales de los siglos XIX y XX, cuando los cambios tecnológicos provocados por la revolución industrial modifican los viejos equilibrios entre el agua y la ciudad.

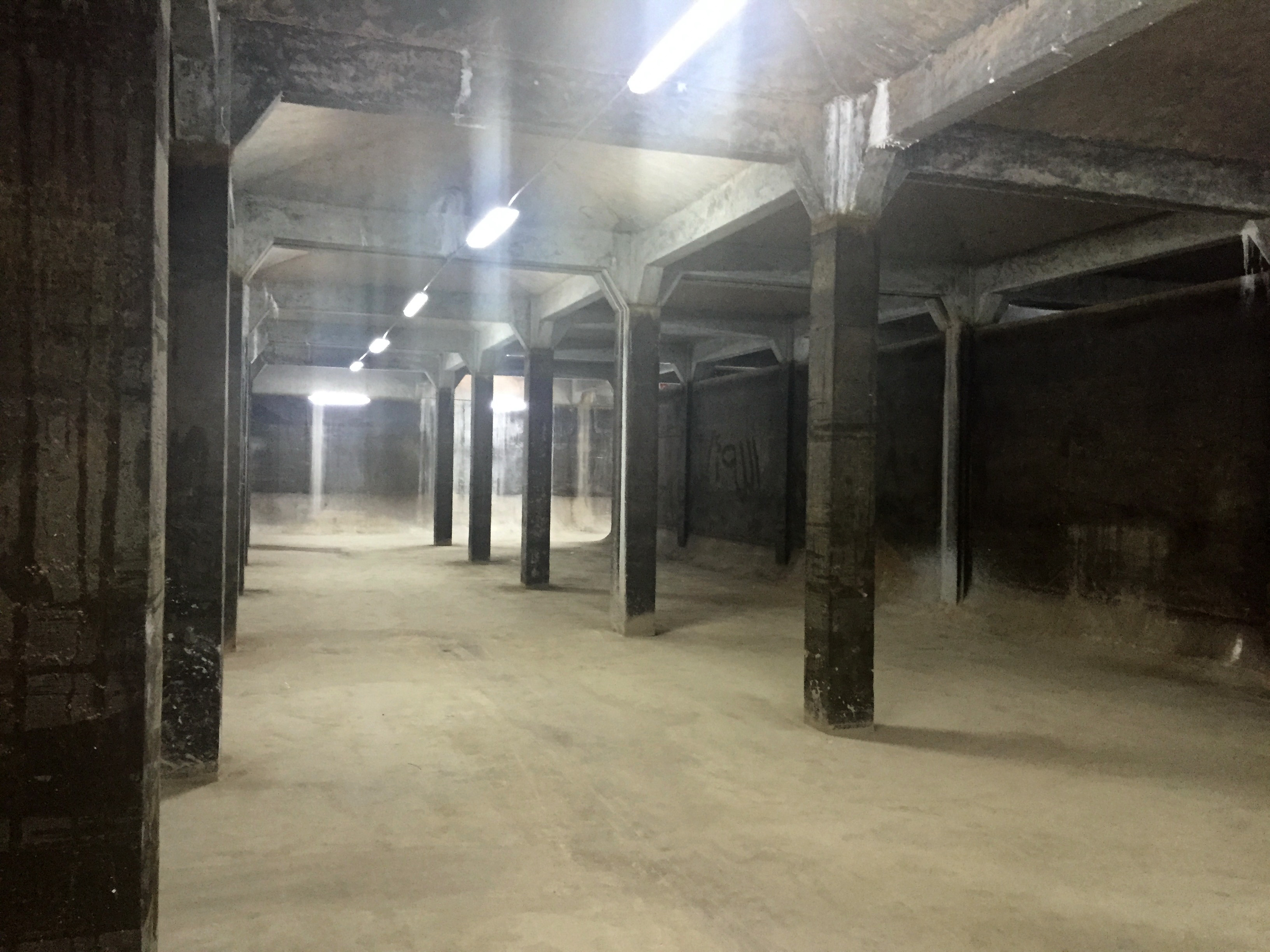
Depósito principal subterráneo con capacidad de 10.000 metros cúbicos.

El depósito de Trinitat Nova alberga la instalación expositiva permanente “Agua km zero/BCN”, que quiere recuperar la memoria de una larga tradición de utilización y gestión del agua de proximidad en el territorio delimitado por Collserola, el río Besòs y Montjuïc. Las aguas de proximidad, las que caen al territorio con la lluvia y las que llegan desde otros lugares cercanos con la escorrentía han determinado a lo largo de la historia el desarrollo de las villas y poblaciones del llano de Barcelona y, hasta la era industrial, conformó las relaciones entre la sociedad y el territorio. Unas relaciones estrechas y constantes, dado que el agua era alimento, fertilidad agrícola, energía para molinos y diluyente para usos domésticos e industriales.

## Historia
La infraestructura hidrológica de la Casa del Agua fue construida por la compañía pública municipal barcelonesa Aguas de Moncada entre los años 1915 y 1919. Tras la epidemia de tifus que asoló la ciudad en 1914 causando una alta mortandad debido a la contaminación del agua distribuida por la compañía municipal, tuvieron que renovar con toda urgencia el sistema de suministro de agua de boca. El proyecto inicial también preveía llevar agua al Eixample a través del acueducto Alt de Montcada, pero no pudo completarse, llegando a construirse solo hasta el puente dels Tres Ulls. Este complejo industrial estuvo en funcionamiento hasta 1989.
Durante los bombardeos de Barcelona durante la guerra civil las instalaciones subterráneas de la Casa del Agua sirvieron temporalmente como refugios antiaéreos para la gente del barrio, pero debido a que quedaban relativamente alejadas paulatinamente se construyeron refugios más céntricos. Al final de la guerra se habían llegado a construir 17 refugios sólo en el barrio de la Trinitat Vella.
El 31 de marzo de 1989 los depósitos de la Compañía de Aguas de la Trinidad cerraron definitivamente y las instalaciones cayeron en un proceso de degradación.En 2007 se rehabilitaron los terrenos que rodean el edificio y se dividieron en parcelas de cultivo que se sortearon entre los vecinos del distrito. Además, se plantó un jardín de flores y hierbas aromáticas.

Entre 2007 y 2013 el Ayuntamiento de Barcelona llevó a cabo la consolidación y mejora del conjunto patrimonial. El 22 de marzo de 2018, con ocasión del Día Mundial del Agua, se abrió el conjunto completo, tras la reapertura secuencial de la Casa del Agua de Trinidad Nueva, de los espacios de distribución y bombeo en el distrito de Sant Andreu y del túnel y el depósito situado en el distrito de Nou Barris. 